# Drew Dober
Andrew Martin Dober, mais conhecido como Drew Dober (Omaha, 19 de outubro de 1988) é lutador americano de artes marciais mistas, atualmente competindo na divisão leve do Ultimate Fighting Championship.

## Início
Nascido e criado em Omaha, Nebraska, Dober começou a treinar Muay Thai aos 14 anos e foi muito bem sucedido, sendo duas vezes campeão mundial amador. Ele treinou wrestling nos seus dois últimos anos de ensino médio na Millard North High School. Dober também é faixa roxa de jiu jitsu.

## Carreira no MMA

### Ultimate Fighting Championship
Dober aceitou substituir o lesionado Sérgio Moraes contra Sean Spencer no The Ultimate Fighter 18 Finale em 30 de novembro de 2013. Ele perdeu a luta por decisão unânime.
Dober enfrentou Nick Hein no UFC Fight Night: Muñoz vs. Mousasi em 31 de maio de 2014. Ele perdeu a luta por decisão unânime.
Dober enfrentou o ex-campeão peso leve do WEC Jamie Varner no UFC on Fox: dos Santos vs. Miocic em 13 de dezembro de 2014. Ele venceu por finalização no primeiro round.
Dober enfrentou Leandro Silva em 21 de março de 2015 no UFC Fight Night: Maia vs. LaFlare.  Dober originalmente havi perdido a luta por finalização no segundo round. Porém, devido a um erro do juiz, o resultado foi alterado pra “No Contest” (Sem Resultado).
Dober enfrentou Efrain Escudero no UFC 188 em 13 de junho de 2015. Ele perdeu por finalização no primeiro round.
Dober enfrentou Scott Holtzman em 2 de janeiro de 2016 no UFC 195. Ele venceu por decisão unânime.
Dober enfrentou Jason Gonzalez em 10 de setembro de 2016 no UFC 203. Ele venceu por nocaute técnico no primeiro round.
Dober enfrentou Olivier Aubin-Mercier em 10 de Dezembro de 2016 no UFC 206. Ele perdeu por finalização no segundo round.
Dober enfrentou Josh Burkman em 29 de julho de 2017 no UFC 214. Ele venceu por nocaute no primeiro round.
Drew enfrentou Frank Camacho em 27 de Janeiro de 2018 no UFC on Fox: Jacaré vs. Brunson 2. Ele venceu por decisão unânime.
Dober enfrentou Jon Tuck em 25 de Agosto de 2018 no UFC Fight Night: Gaethje vs. Vick. Ele venceu por decisão unânime.
Dober enfrentou Beneil Dariush em 9 de março de 2019 no UFC Fight Night: Lewis vs. dos Santos. Ele perdeu por finalização no segundo round.
Dober enfrentou Marco Polo Reyes em 29 de junho de 2019 no UFC on ESPN: Ngannou vs. dos Santos. Ele venceu por nocaute no primeiro round.
Dober enfrentou Nasrat Haqparast em 18 de Janeiro de 2020 no UFC 246: McGregor vs. Cowboy. Ele venceu por nocaute técnico no primeiro round.
Em meio à pandemia do Coronavírus, Dober voltou ao octógono para enfrentar Alexander Hernandez em 13 de maio de 2020 no UFC Fight Night: Smith vs. Teixeira. Dober venceu por nocaute técnico no segundo round. A vitória lhe rendeu o bônus de “Performance da Noite”.

## Cartel no MMA
| Cartel no MMA   |             |             |
| 38 lutas        | 26 vitórias | 11 derrotas |
| Por nocaute     | 13          | 1           |
| Por finalização | 6           | 4           |
| Por decisão     | 7           | 6           |
| No contest      | 1           | 1           |

| Res.    | Cartel    | Oponente              | Método                                     | Evento                                                 | Data       | Round | Tempo | Local                        | Notas                                                                        |
| ------- | --------- | --------------------- | ------------------------------------------ | ------------------------------------------------------ | ---------- | ----- | ----- | ---------------------------- | ---------------------------------------------------------------------------- |
| Derrota | 26-12 (1) | Matt Frevola          | Nocaute Técnico (socos)                    | UFC 288: Sterling vs. Cejudo                           | 06/05/2023 | 1     | 4:08  | Newark, New Jersey           |                                                                              |
| Vitória | 26-11 (1) | Bobby Green           | Nocaute (soco)                             | UFC Fight Night: Cannonier vs. Strickland              | 17/12/2022 | 2     | 2:45  | Las Vegas, Nevada            | Luta da Noite.                                                               |
| Vitória | 25-11 (1) | Rafael Alves          | Nocaute Técnico (soco no corpo)            | UFC 277: Peña vs. Nunes 2                              | 30/07/2022 | 3     | 1:30  | Dallas, Texas                | Performance da Noite.                                                        |
| Vitória | 24–11 (1) | Terrance McKinney     | Nocaute Técnico (joelhada e socos)         | UFC Fight Night: Santos vs. Ankalaev                   | 12/03/2022 | 1     | 3:17  | Las Vegas, Nevada            |                                                                              |
| Derrota | 23-11 (1) | Brad Riddell          | Decisão (unânime)                          | UFC 263: Adesanya vs. Vettori                          | 12/06/2021 | 3     | 5:00  | Glendale, Arizona            |                                                                              |
| Derrota | 23-10 (1) | Islam Makhachev       | Finalização (triângulo de mão)             | UFC 259: Blachowicz vs. Adesanya                       | 06/03/2021 | 3     | 1:37  | Las Vegas, Nevada            |                                                                              |
| Vitória | 23-9 (1)  | Alexander Hernandez   | Nocaute Técnico (socos)                    | UFC Fight Night: Smith vs. Teixeira                    | 13/05/2020 | 2     | 4:25  | Jacksonville, Flórida        | Performance da Noite.                                                        |
| Vitória | 22-9 (1)  | Nasrat Haqparast      | Nocaute (socos)                            | UFC 246: McGregor vs. Cowboy                           | 18/01/2020 | 1     | 1:10  | Las Vegas, Nevada            | Performance da Noite.                                                        |
| Vitória | 21-9 (1)  | Marco Polo Reyes      | Nocaute Técnico (socos)                    | UFC on ESPN: Ngannou vs. dos Santos                    | 29/06/2019 | 1     | 1:07  | Minneapolis, Minnesota       |                                                                              |
| Derrota | 20-9 (1)  | Beneil Dariush        | Finalização (triângulo com chave de braço) | UFC Fight Night: Lewis vs. dos Santos                  | 09/03/2019 | 2     | 4:41  | Wichita, Kansas              |                                                                              |
| Vitória | 20-8 (1)  | Jon Tuck              | Decisão (unânime)                          | UFC Fight Night: Gaethje vs. Vick                      | 25/08/2018 | 3     | 5:00  | Lincoln, Nebraska            |                                                                              |
| Vitória | 19-8 (1)  | Frank Camacho         | Decisão (unânime)                          | UFC on Fox: Jacaré vs. Brunson 2                       | 27/01/2018 | 3     | 5:00  | Charlotte, Carolina do Norte | Luta nos Meio Médios; Luta da Noite.                                         |
| Vitória | 18-8 (1)  | Josh Burkman          | Nocaute (soco)                             | UFC 214: Cormier vs. Jones 2                           | 29/07/2017 | 1     | 3:04  | Anaheim, California          |                                                                              |
| Derrota | 17-8 (1)  | Olivier Aubin-Mercier | Finalização (mata leão)                    | UFC 206: Holloway vs. Pettis                           | 10/12/2016 | 2     | 2:57  | Toronto, Ontario             |                                                                              |
| Vitória | 17-7 (1)  | Jason Gonzalez        | Nocaute (socos)                            | UFC 203: Miocic vs. Overeem                            | 10/09/2016 | 1     | 1:45  | Cleveland, Ohio              |                                                                              |
| Vitória | 16-7 (1)  | Scott Holtzman        | Decisão (unânime)                          | UFC 195: Lawler vs. Condit                             | 02/01/2016 | 3     | 5:00  | Las Vegas, Nevada            |                                                                              |
| Derrota | 15-7 (1)  | Efrain Escudero       | Finalização (guilhotina em pé)             | UFC 188: Velasquez vs. Werdum                          | 13/06/2015 | 1     | 0:54  | Cidade do México             |                                                                              |
| NC      | 15-6 (1)  | Leandro Silva         | Sem Resultado (mudado)                     | UFC Fight Night: Maia vs. LaFlare                      | 21/03/2015 | 2     | 2:45  | Rio de Janeiro               | Originalmente vitoria por finalização de Silva; Mudado após erro do árbitro. |
| Vitória | 15-6      | Jamie Varner          | Finalização (mata leão)                    | UFC on Fox: dos Santos vs. Miocic                      | 13/12/2014 | 1     | 1:52  | Phoenix, Arizona             |                                                                              |
| Derrota | 14-6      | Nick Hein             | Decisão (unânime)                          | UFC Fight Night: Muñoz vs. Mousasi                     | 31/05/2014 | 3     | 5:00  | Berlim                       |                                                                              |
| Derrota | 14-5      | Sean Spencer          | Decisão (unânime)                          | The Ultimate Fighter: Team Rousey vs. Team Tate Finale | 30/11/2013 | 3     | 5:00  | Las Vegas, Nevada            | Estreia no UFC; Luta nos Meio Médios.                                        |
| Vitória | 14-4      | Tony Sims             | Decisão (dividida)                         | Fight To Win: Prize Fighting Championship 4            | 18/10/2013 | 3     | 5:00  | Denver, Colorado             |                                                                              |
| Vitória | 13-4      | T.J. O'Brien          | Finalização (mata leão)                    | Victory Fighting Championship 40                       | 27/07/2013 | 2     | 3:57  | Ralston, Nebraska            |                                                                              |
| Vitória | 12-4      | Aaron Derrow          | Decisão (unânime)                          | Centurion Fights                                       | 01/03/2013 | 3     | 5:00  | St. Joseph, Missouri         |                                                                              |
| Vitória | 11-4      | Sean Wilson           | Finalização (mata leão)                    | Disorderly Conduct 15: Resolution                      | 26/01/2013 | 1     | 4:58  | Omaha, Nebraska              |                                                                              |
| Vitória | 10-4      | Roberto Rojas Jr.     | Finalização (mata leão)                    | Victory Fighting Championship 38                       | 15/12/2012 | 1     | 3:29  | Ralston, Nebraska            |                                                                              |
| Derrota | 9-4       | Will Brooks           | Decisão (unânime)                          | Disorderly Conduct 10: The Yin and The Yang            | 10/08/2012 | 3     | 5:00  | Omaha, Nebraska              | Luta no peso casado (162 lbs).                                               |
| Vitória | 9-3       | Ted Worthington       | Finalização (chave de braço)               | Victory Fighting Championship 37                       | 13/04/2012 | 3     | 1:36  | Council Bluffs, Iowa         |                                                                              |
| Vitória | 8-3       | Jordan Johnson        | Nocaute Técnico (socos)                    | Disorderly Conduct 4: Turf War                         | 04/11/2011 | 2     | 0:30  | Omaha, Nebraska              |                                                                              |
| Vitória | 7-3       | Sam Jackson           | Decisão (unânime)                          | Victory Fighting Championship 35                       | 30/07/2011 | 3     | 5:00  | Council Bluffs, Iowa         |                                                                              |
| Derrota | 6-3       | Ramiro Hernandez      | Nocaute (socos)                            | Victory Fighting Championship 34                       | 01/04/2011 | 1     | 2:29  | Council Bluffs, Iowa         |                                                                              |
| Vitória | 6-2       | Bobby Cooper          | Decisão (unânime)                          | Titan FC 16                                            | 28/01/2011 | 3     | 5:00  | Kansas City, Kansas          | Luta no Peso Casado (165 lbs).                                               |
| Vitória | 5-2       | Kody Frank            | Nocaute Técnico (socos)                    | Victory Fighting Championship 33                       | 11/12/2010 | 2     | 3:44  | Council Bluffs, Iowa         |                                                                              |
| Vitória | 4-2       | Steve Simmons         | Nocaute Técnico (socos)                    | Fight To Win: The Professionals                        | 12/11/2010 | 3     | 1:37  | Denver, Colorado             |                                                                              |
| Vitória | 3-2       | Jimmy Seipel          | Nocaute Técnico (socos e cotoveladas)      | VFC 32: Dober vs. Seipel 2                             | 30/07/2010 | 2     | 3:16  | Council Bluffs, Iowa         | Volta aos Leves.                                                             |
| Vitória | 2-2       | Nick Nolte            | Finalização (triângulo de mão)             | Bellator 16                                            | 29/04/2010 | 1     | 4:45  | Kansas City, Missouri        | Estreia nos Meio Médios.                                                     |
| Derrota | 1-2       | Brandon Girtz         | Decisão (unânime)                          | VFC 29: The Rising                                     | 13/11/2009 | 3     | 5:00  | Council Bluffs, Iowa         |                                                                              |
| Derrota | 1-1       | Chase Hackett         | Decisão (unânime)                          | FTW: Featherweight Grand Prix Final Round              | 12/09/2009 | 3     | 5:00  | Denver, Colorado             |                                                                              |
| Vitória | 1-0       | Frank Caraballo       | Nocaute Técnico (socos)                    | VFC 28: Throwdown                                      | 24/07/2009 | 2     | 3:58  | Council Bluffs, Iowa         |                                                                              |